# کارل هوگر
کارل هوگر (انگلیسی: Karl Höger; ۲۷ مهٔ ۱۸۹۷ – ۳۱ مارس ۱۹۷۵) بازیکن فوتبال اهل آلمان بود.
از باشگاه‌هایی که در آن بازی کرده‌است می‌توان به باشگاه فوتبال گروتر فورث و باشگاه فوتبال مانهایم اشاره کرد.
وی همچنین در تیم ملی فوتبال آلمان بازی کرده‌است.